# Ken Jenkins
Ken Jenkins (Dayton, Ohio, 28 augustus 1940) is een Amerikaans acteur. Hij is vooral bekend als ziekenhuisdirecteur Bob Kelso in de Amerikaanse sitcom Scrubs.

## Filmografie (selectie)
- 1989 - Breaking Point - Col. Lowe
- 1990 - Air America - Major Donald Lemond
- 1996 - Courage Under Fire - Joel Walden
- 2000 - Gone in 60 Seconds -  Televangelist
- 2001-2010 - Scrubs (serie) - Dr. Bob Kelso
- 2001 - The Tailor of Panama - Morecombe
- 2001 - I Am Sam - Rechter Philip McNeily